# Gerard Boersma

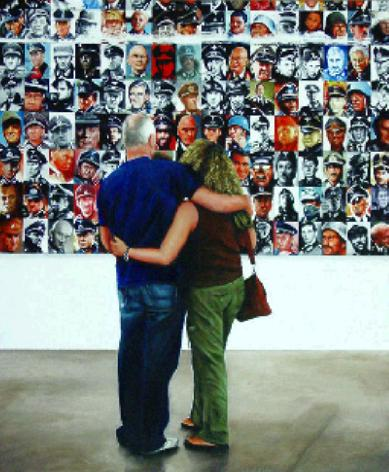
Conqueror, acryl op paneel, 44 x 39,5 cm 2009

Gerard Boersma (Harlingen, 1 augustus 1976) is een Nederlands kunstschilder binnen het Noordelijk realisme. Zijn werk wordt gekenmerkt door een zeer fijne techniek en is vergelijkbaar met dat van zijn oudoom Jopie Huisman.

## Biografie
Gerard Boersma is geboren in Harlingen en groeide op in de Friese plaats Makkum. Sinds zijn studieperiode woont en werkt hij in Leeuwarden.
In 1999 voltooide hij de opleiding tot 2e graads tekenleraar in Leeuwarden. Hij studeerde af in 2001 in de richting tekenkunst aan de Academie Minerva in Groningen.

## Thematiek
De schilderwerken van Gerard Boersma zijn voornamelijk gesitueerd in een stedelijk landschap. De ontwikkeling in de invloed van de mens op het landschap en de wisselwerking die hierbij optreedt staan centraal. 
Afgebeelde figuren vertonen doorgaans weinig sociale interactie. Ze worden vooral getoond in hun confrontatie met de stedelijke elementen.
Tevens maakt de schilder stillevens van gebruiksvoorwerpen en producten zoals groenten en fruit, levensmiddelen en kledingstukken.

## Belangrijke exposities
- Bridge Art Fair, New York
- AAF London, Londen
- Art Chicago, Chicago
- LA Art Show, Los Angeles
- Florence Biennale, Florence